# Frankrike under andra världskriget
Denna artikel behandlar Frankrike under andra världskriget från det tyska anfallet 1940 till den fjärde republikens införande 1946.

## Slaget om Frankrike
Under 1920- och 30-talen hade Frankrike byggt Maginotlinjen för att bättre kunna försvara sig mot tyska eller italienska angrepp. Man hade inte byggt någon försvarslinje mot Belgien eftersom man inte trodde att någon skulle anfalla genom de täta Ardennerskogarna och belgarna hade brutit sin allians med fransmännen 1936.
Den 10 maj 1940 invaderade den tyska armégrupp B Nederländerna och Belgien i en avledningsmanöver. Belgien kapitulerade den 11 maj efter att tyska förstärkningar anlänt. Under tiden marscherade de franska trupperna norrut för att ansluta sig till holländarna, men bränslebrist och dåliga förberedelser gjorde att förflyttningen gick långsamt så de kunde inte hindra tyskarna att nå Rotterdam den 13 maj. Efter bombningen av Rotterdam den 14 maj tvingades även Holland att kapitulera. De kvarvarande belgiska trupperna slöt sig till den franska armén och brittiska expeditionstrupper vid KW-linjen och efter ett pansarslag där båda sidor förlorade omkring 100 fordon verkade tyskarnas avancemang genom Belgien stoppat.

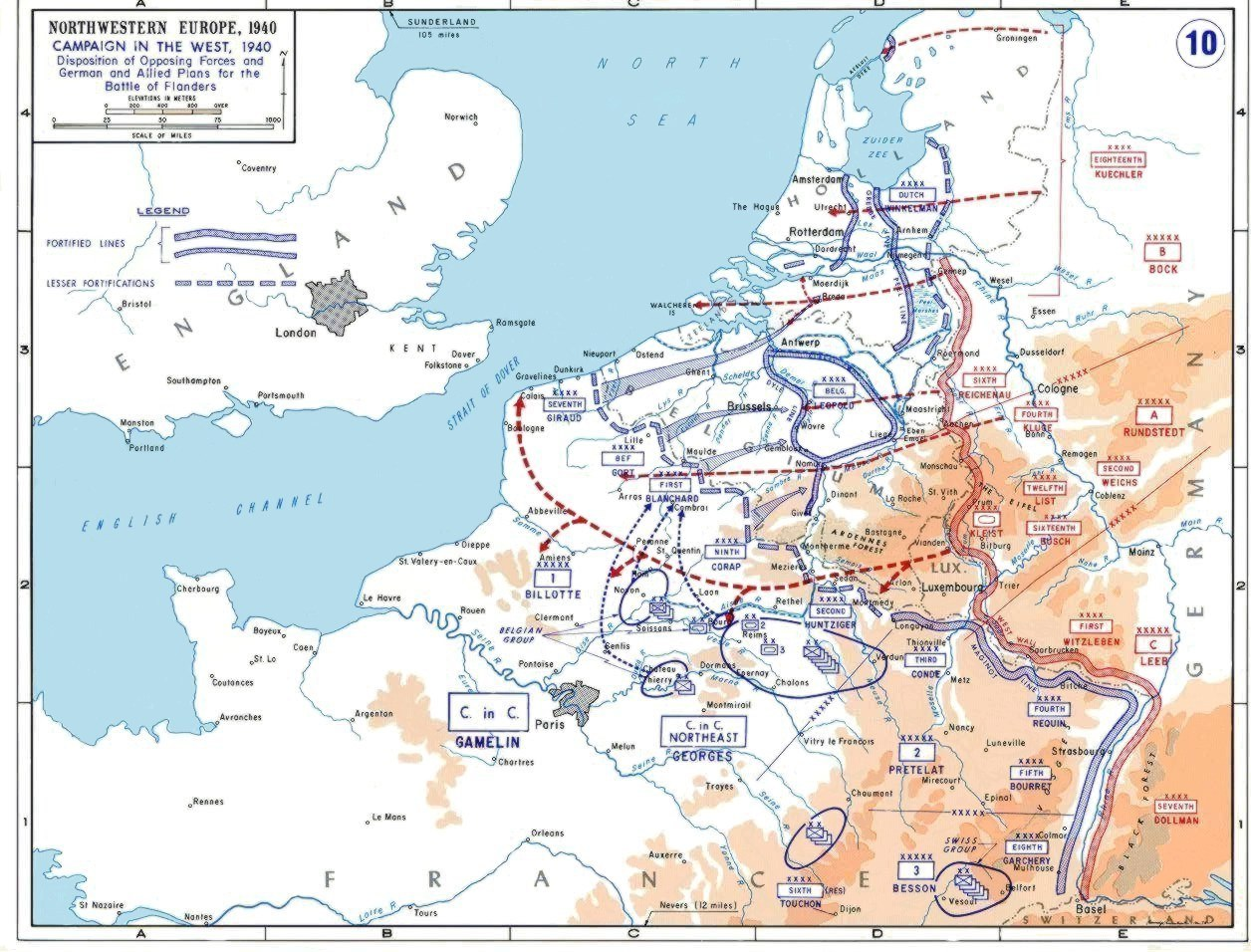

Men den 13 maj erövrade tyskarnas armégrupp A tre övergångar över floden Meuse nära Sedan. Tyskarnas flygbombningar gjorde att de franska styrkorna splittrades och tyskarna kunde ta sig över floden på pontonbroar. Tyskarna använde sig nu av sin blixtkrigstaktik och avancerade snabbt västerut. Den 16 maj ringde Frankrikes premiärminister till Storbritanniens nye premiärminister Winston Churchill och sade: "Vi har blivit besegrade, vi är slagna, slaget är förlorat." Churchill flög till Paris nästa morgon och frågade var de strategiska reserven var som hade räddat Frankrike under första världskriget. Han fick svaret: "Det finns ingen."
Dåvarande översten Charles de Gaulle lyckades bromsa upp tyskarna med anfall den 17 och 19 maj, men efter att tyskarna fått förstärkning hade dessa anfall liten betydelse. De allierade försökte också gå till motattack i slaget om Arras men efter inledande framgång stod det klart att tyskarna inte skulle ha några problem att försvara sig och man evakuerade Arras den 23 maj. Härefter följde evakuering av de kvarvarande franska, brittiska och belgiska trupperna den 26 till 28 maj från Dunkerque, Calais och norra Belgien under Operation Dynamo och senare från västra Frankrike under Operation Ariel. 
Vägen till Paris låg nu öppen för tyskarna och den 10 juni flydde den franska regeringen till Bordeaux och förklarade Paris för en öppen stad. Formellt kapitulerade Frankrike den 25 juni och premiärminister Paul Reynaud ersattes av Philippe Pétain, som meddelade sina intentioner att kapitulera via radio.
Frankrike delades in i en tysk ockupationszon i norr och väst och en nominellt oberoende stat i söder, med huvudstad i spastaden Vichy. Det nya Frankrike, lett av Pétain, accepterade sin status som en besegrad nation och försökte köpa tjänster av tyskarna genom anpassning och passivitet. Charles de Gaulle, som var i London vid kapitulationen, vägrade att erkänna Vichyregimen som legitim och började organisera Det fria Frankrikes styrkor. Flera av de franska kolonierna (Franska Guyana, Franska Ekvatorialafrika) föredrog de Gaulle framför Vichyregeringen.

## Vichyregimen
Vichyregimen införde Hitler-inspirerade antisemitiska lagar som var striktare än de italienska från 1938 och skärptes ytterligare i juli 1941. Utländska judar som befann sig i Frankrike lämnades ut till tyska koncentrationsläger. Totalt deporterades 76 000 judar under Vichyregimen; endast 2 500 av dessa överlevde kriget. Se även artiklarna om Räden i Marseille 1943 och Vélodrome d’hiver-räden. 
Efter de allierades invasion av Frankrike togs Pétain och hans ministrar till Tyskland där de bildade en exilregering i Sigmaringen. 1945 arresterades många medlemmar av Vichyregimen och åtalades för högförräderi och andra brott. Rättegångar följde och Pierre Laval och Joseph Darnand avrättades. Pétain dömdes också till döden men straffet omvandlades till livstids fängelse tack vare hans insatser under första världskriget. Några medlemmar av Vichyregimen lyckades fly och ställdes inte inför rätta förrän långt senare eller inte alls.

## Befrielsen
Tidigt på morgonen den 6 juni 1944 inleddes Operation Overlord, som var kodnamnet för de allierades invasion av Normandie. Sammanlagt omkring 156 000 man samt 1 700 motorfordon och mängder av övrig utrustning landsattes från luften och från havet på fem olika strandavsnitt med kodnamn: Gold, Juno, Sword, Utah och Omaha. Målet hade varit att inta Caen och Bayeux redan första dagen. Man misslyckades med det men förlusterna var ändå inte så svåra som man hade befarat.
Bernard Montgomery ansåg att Caen var avgörande för framgången. Staden kom därmed att vara målet för tre olika attacker från den 7 juni till den 1 juli. Den sönderbombade staden omringades slutligen den 7 juli i Operation Charnwood. För att åstadkomma ett avgörande genombrott som skulle leda ut i mera öppen terräng och möjliggöra en snabbare marsch mot Paris igångsatte Montgomery en stor offensiv från Caen-området med alla de tre brittiska pansardivisionerna som fanns till hands. Denna operation kallades Operation Goodwood.
Landskapet innanför Utah- och Omaha-avsnitten karakteriserades av ett så kallat bocage-landskap, det vill säga områden som består av gamla täta jordbankar och häckar som var upp till tre meter tjocka och på 100 till 150 meters avstånd från varandra. Dessa var praktiskt taget ogenomträngliga för såväl sikt, soldater och stridsvagnar som för skott från handeldvapen. Det amerikanska infanteriet tog sig mycket långsamt fram och led stora förluster i sitt avancemang mot Cherbourg. Detta ledde till att de allierade återigen tvingades sätta in stöd från de luftburna elitförbanden. Adolf Hitler väntade sig att den tyska garnisonen i staden, med sin för de allierade så viktiga hamn, skulle hålla stånd i princip hur länge som helst. Den tyske kommendanten general Karl-Wilhelm von Schlieben lyckades hålla ut fram till den 26 juni. Det var först när de amerikanska stridsvagnarna började skjuta rakt in i ingångarna till de underjordiska tunnlarna där han befann sig som han kapitulerade.
Efter att Cherbourg intagits dröjde det ändå innan en större utbrytning skedde. I slutet av juli anföll amerikanarna på bred front under ledning av George S Patton och britterna under Bernard Montgomery. Hitler hade visserligen överfört soldater från Östfronten i ett desperat försök att stoppa de allierade i väst men man hade ingen chans att stå emot nu. I mitten av augusti hade de framryckande allierade styrkorna nått fram till Orléans vid Loirefloden och bara en vecka senare stod man utanför Paris. Den franska huvudstaden var i allierade händer 24 juli, tyskarna utrymde Paris utan större strider och Charles de Gaulle höll ett trimftåg in i staden. Redan 17 augusti hade Orléans också erövrats. I mitten av augusti hade amerikanska soldater också landstigit i Sydfrankrike. Dessa styrkor ryckte nu norrut.
Tyskarnas läge i väst var nu kritiskt, men man hade fortfarande den viktiga hamnstaden Antwerpen under kontroll och efter den misslyckade allierade luftlandsättningen i Arnhem lyckades tyskarna stabilisera fronten trots att amerikanarna lyckades ta sig över den viktiga belgiska floden Meuse. 
Vid slutet av 1944 var i stort sett hela Frankrike befriat och tyskarnas sista offensiv (Ardenneroffensiven) i december 1944 och januari 1945 stoppades av Pattons 3:e armé i Bastogne.

## Frankrikes provisoriska regering
Efter befrielsen upplöstes Vichyregeringen och en interimsregering under ledning av Charles de Gaulle och andra överlevande från den franska motståndsrörelsen. Den följdes av fjärde republiken 1946 och femte republiken 1958. De Gaulle betraktade själv denna regering fram till 1946 som en fortsättning av den tredje republiken med honom själv som konseljpresident.